# Santa Eulàlia (Areny de Noguera)
Santa Eulàlia, anomenat també Santa Olaria és un llogaret, actualment deshabitat, que pertany al municipi d'Areny de Noguera, a la Ribagorça (Aragó).
Està situat al vessant meridional de la serra de Sis, en una cresta rocosa, a prop de Betesa.
Va formar part de l'antic municipi de Betesa. L'ermita romànica, que dona nom al poble, és de finals del segle xii i va ser restaurada a finals del xx. Depenia de Santa Maria d'Alaó.